# ハンガリーの世界遺産
ハンガリーの世界遺産（ハンガリーのせかいいさん）はユネスコの世界遺産に登録されているハンガリー国内の文化・自然遺産の一覧。

## 文化遺産
- ブダペストのドナウ河岸とブダ城地区およびアンドラーシ通り - （1987年、2002年拡大）
- ホッローケーの古い集落とその周辺 - （1987年）
- パンノンハルマの千年の歴史をもつベネディクト会大修道院とその自然環境 - （1996年）
- ホルトバージ国立公園 - プスタ - （1999年）
- ペーチ（ソピアナエ）の初期キリスト教墓所 - （2000年）
- フェルテー湖・ノイジードラーゼー湖の文化的景観 - （2001年、オーストリアと共同）
- トカイのワイン産地の歴史的・文化的景観  - （2002年）

## 自然遺産
- アグテレク・カルストとスロバキア・カルストの洞窟群 - （1995年、2000年追加、スロバキアと共同）

## 複合遺産
なし